# Авіаносці типу «Унрю»
Авіаносці типу «Унрю» (яп. 雲龍型航空母艦) — серія важких японських авіаносців часів Другої світової війни.

## Історія створення
Як і американці, японці зрозуміли, що тільки серійне будівництво кораблів стандартного проєкту дає можливість завжди мати необхідну кількість хороших авіаносців. З цією метою базова конструкція «Хірю» була змінена та спрощена, і відповідно до програми 1941–1942 років було зроблене замовлення на декількох верфях. Спочатку передбачалось побудувати 17 авіаносців типу «Унрю», проте, хоча будівництво деяких з них почалось ще до битви за Мідвей, досвід показав, що втрати авіаносців можна швидко відновити тільки шляхом перебудови в них інших кораблів. В тих умовах це рішення мало вищий пріоритет, і виконання програми «Унрю» значно сповільнилось, а потім повністю припинилось через брак матеріалів. В результаті тільки 3 авіаносці були добудовані, та ще 3 спустили на воду.

## Конструкція
Основні відмінності між проєктами «Хірю» та «Унрю» полягало у відсутності в «Хірю» одного підйомника та розташуванні гармат головного калібру. Маючи майже однакову довжину, кораблі типу «Унрю» мали більшу ширину корпусу та кращу остійність, але мали менше літаків. Життєво важливі частини корабля були непогано захищені, і як і всі великі типові японські авіаносці, кораблі типу «Унрю» мали хорошу швидкість, оскільки були обладнані такими ж силовими установками, які застосовувались на важких крейсерах.
Броньовий пояс мав товщину 25 мм та простягався вздовж машинних та котельних відділень, паливних цистерн та погребів боєзапасу, над ним була броньована палуба товщиною 45 мм. Порівняно з початковим варіантом значно більше уваги приділялось протиторпедному захисту та забезпеченню живучості: вбудована в корпус протиторпедна обшивка була розділена великим числом водонепроникних перегородок та оснащена водовідливною системою; пости заправки літаків паливом та підвішування зброї перенесли на польотну палубу, ангари обладнали вогнетривкими жалюзі та сучасними системами пожежогасіння. Погреби боєзапасу та цистерни авіаційного бензину додатково захистили залитими бетоном відсіками, крім того, щоби зменшити небезпеку пожежі, ємність цистерн обмежили 216 000 літрами.

## Представники
| Назва         | Місце будівництва                | Закладений                                                                                  | Спущений на воду                                                                            | Вступив в стрій                                                                             | Використання |                                                                                             |
| ------------- | -------------------------------- | ------------------------------------------------------------------------------------------- | ------------------------------------------------------------------------------------------- | ------------------------------------------------------------------------------------------- | --- | ------------------------------------------------------------------------------------------- |
| Унрю 雲龍     | Військово-морська верф, Йокосука | 1 серпня 1942 року                                                                          | 25 вересня 1943 року                                                                        | 6 серпня 1944 року                                                                          | 19 грудня 1944 року затоплений американським підводним човном «Редфіш» |                                                                                             |
| Амаґі 天城    | Верф «Міцубісі», Нагасакі        | 1 жовтня 1942 року                                                                          | 15 жовтня 1943 року                                                                         | 10 серпня 1944 року                                                                         | 28 липня 1945 року серйозно пошкоджений під час повітряного рейду американської авіації на Куре. 10 листопада 1945 року виведений зі списків флоту. В 1947 році піднятий та проданий на злам                                                               |                                                                                             |
| Кацураґі 葛城 | Військово-морська верф, Куре     | 8 грудня 1942 року                                                                          | 19 січня 1944 року                                                                          | 8 жовтня 1944 року                                                                          | 28 липня 1945 року пошкоджений під час повітряного рейду американської авіації на Куре. Після війни обеззброєний, переобладнаний на транспортний корабель та використовувався для репатріації японських громадян з Китаю до 1946 року; згодом утилізований |                                                                                             |
| Касаґі 笠置   | Верф «Міцубісі», Нагасакі        | 14 квітня 1943 року                                                                         | 19 жовтня 1944 року                                                                         | в стрій не введений                                                                         | У березні 1945 року всі роботи на кораблі припинили при готовності 84 % |                                                                                             |
| Асо 阿蘇      | Військово-морська верф, Куре     | 8 червня 1943 року                                                                          | 1 листопада 1944 року                                                                       | в стрій не введений                                                                         | У березні 1945 року всі роботи на кораблі припинили при готовності 60 % |                                                                                             |
| Ікома 生駒    | Верф «Кавасакі», Кобе            | 5 липня 1943 року                                                                           | 17 листопада 1944 року                                                                      | в стрій не введений                                                                         | У березні 1945 року всі роботи на кораблі припинили при готовності 60 % |                                                                                             |
| Курама 鞍馬   | Верф «Міцубісі», Нагасакі        | -                                                                                           | -                                                                                           | в стрій не введений                                                                         | Будівництво скасоване в 1944 році |                                                                                             |
| № 5002, 5005  | Військово-морська верф, Йокосука | У 1943 році вирішено не закладати, підготовлені матеріали використали для побудови «Сінано» | У 1943 році вирішено не закладати, підготовлені матеріали використали для побудови «Сінано» | У 1943 році вирішено не закладати, підготовлені матеріали використали для побудови «Сінано» | У 1943 році вирішено не закладати, підготовлені матеріали використали для побудови «Сінано» | У 1943 році вирішено не закладати, підготовлені матеріали використали для побудови «Сінано» |
| № 5009-5015   |                                  | Замовлення на будівництво скасоване в 1943 році                                             | Замовлення на будівництво скасоване в 1943 році                                             | Замовлення на будівництво скасоване в 1943 році                                             | Замовлення на будівництво скасоване в 1943 році | Замовлення на будівництво скасоване в 1943 році                                             |

## Оцінка проєкту
Попри всі вжиті заходи, авіаносці типу «Унрю» виявились досить вразливими кораблями, що підтвердилось під час нальотів американської авіації на Куре: відносно невелика водотоннажність не дозволила розмістити ні броньовану польотну палубу, ні достатньо потужний протиторпедний захист. Тому була розроблена спеціальна тактика взаємодії з'єднання авіаносців типу «Унрю» з добре броньованим та захищеним авіаносцем «Сінано». Літаки, які злетіли з кораблів типу «Унрю», після удару по ворогу повинні були сідати на «Сінано», де їх готували до нового вильоту, в той час, як самі авіаносці до моменту атаки противника у відповідь вийшли б за межі радіуса дії його літаків.